# لويز سوانتون بيلوك
لويز سوانتون بيلوك (1796–1881)، ني آن لويز تشاسيريو سوانتون ، هي كاتبة ومترجمة فرنسية من أصل أيرلندي اشتهرت يترجمتها عدد من الأعمال المهمة في الأدب الإنجليزي إلى فرنسا. يذكر أيضا أنها من أهم المؤيدين لتعليم المرأة، وحصلت على الميدالية الذهبية من المعهد في العشرينات من عمرها لإنجازاتها الأدبية. وقال عنها مارك أنطوان جوليان دي باريس ذات مرة "شابة تتمتع بمواهب رائعة".

## قائمة جزئية من الأعمال

### الأعمال الأصلية
- مانويل الصغير ذو معنويات أولية، لاستخدام الأطفال، يحتوي على دروس وثلاث قصص تاريخية، مع سلسلة من الأسئلة الخاصة لممارسة الذاكرة وذكاء الأطفال . باريس، ل. كولاس، 1819
- بونابرت والإغريق . باريس، أورب. كانيل، 1826
- مكتبة العائلة، أو مجموعة من التعليمات العائلية حول الدين والأخلاق وعناصر المعرفة الإضافية والصناعة والفنون . باريس، آرت. برتراند ول. كولاس، ديسمبر 1822، 24 إصدارًا. [دورية]
- Lettres écrites de Bretagne . نانت، مايو 1831 (في Revue de Paris ، المجلد. السابع والعشرون، 1831)
- Contes aux junes fills: Simple Suzanne, ou la Reine de mai . باريس، هاشيت، 1834
- نغمة السنة: الموسم الأول، لحن الطباعة، لأديلايد مونتجولفييه، مع مجموعة ألحان ملحوظة . باريس، شارع مدرسة الطب، 1835 [مع أديلايد دي مونتجولفييه]
- لاروش، مجلة الدراسات . باريس، شارع مدرسة الطب، 1836 [مؤسس ومحرر مع أديلايد دي مونتجولفييه] [دورية]
- بيير وبيريت . باريس، شارع مدرسة الطب، 1838، 1839

### ترجمات
- قصة البطاركة، أو أرض كنعان، في جداول، مأخوذة من الكتاب المقدس، بقلم أديلايد أوكيف. باريس، شاسيريو وهيكارت، ١٨١٨، المجلد الثاني.
- Petits Coutes Moraux، لاستخدام الأطفال ، بقلم ماريا إيدجوورث. باريس، أ. إيميري ول. كولاس، ١٨٢١، المجلد الثاني.
- Les Amours des Anges, et les Mélodies irlandaises" بقلم توماس مور. باريس، شاسيريو، ١٨٢٣، المجلد الثاني.
- اللورد بايرون . باريس، أ.-أ. رينوارد، 1824-5، 3 المجلد.
- جاليري صغير معنويات الطفل ، بقلم ماريا إيدجوورث. باريس، أ. إيمري، ١٨٢٥، ٤ المجلد.
- الطرق الكبرى وطرق العبور، أو المعلومات الواردة في المقاطعات الفرنسية، من قبل رحلة إيرلندية إلى الأرض ، بقلم توماس كولي جراتان. باريس، أ.-أ. رينوارد، 1825، 3 المجلد.
- الشباب الصناعيون والاكتشافات والتجارب والمحادثات والرحلات لهنري ولوسي ، بقلم ماريا إيدجوورث. باريس، فورتيك، ١٨٢٦، المجلد الرابع.
- التعليم العائلي، أو سلسلة محاضرات للأطفال، منذ بداية سن المراهقة ، بقلم ماريا إيدجوورث. باريس، اليكس. ميسنير، 1828–34، 12 المجلد. (في ستة أجزاء)
- La maison d'Aspen، مأساة ، بقلم والتر سكوت. تذكار فرنسي، 1830.
- مذكرات اللورد بايرون ، نشره توماس مور. باريس، اليكس. ميسنير، 1830–31، 5 المجلد.
- مشاهد شعبية في إيرلاند ، بقلم شييل (في Revue éncyclopedique ، المجلد 46). باريس، سيديلوت بروس. & دوندي دوبري، 1830
- Journal d'une expédition entreprise dans le But d'explorer le cours de l'embouchure du Niger، أو Relation of an voyage sur cette ravière، depuis Yaouric jusqu'à son embouchure، بقلم ريتشارد وجون لاندر. باريس، بولين وأ. برتراند، ١٨٣٢، المجلد الخامس.
- هيلين ، بقلم ماري إيدجوورث. باريس، أ.د. جويوت، ١٨٣٤، ٣ المجلد.
- Grave et gai: rose et gris ، بقلم آن فريزر تيتلر. باريس، ل. جانيت، ١٨٣٧، المجلد الثاني. [مع أديلايد دي مونتجولفييه]
- نائب ويكفيلد ، بقلم أوليفر جولدسميث. باريس، شاربنتييه، 1839
- La Case de l'Oncle Tom ، بقلم هارييت بيتشر ستو. باريس، شاربنتييه، 1853